# Powstanie Pugaczowa
Powstanie Pugaczowa – powstanie chłopskie w Rosji w latach 1773–1775 dowodzone przez Jemieliana Pugaczowa.

## Przebieg
W związku z informacjami o rozruchach władze carskie wysłały w 1772 roku celem oceny sytuacji rosyjskiego oficera. Powiadomił on przełożonych, że sytuacja w regionie jest stabilna, ponieważ Kozacy mają pod dostatkiem wszelkich dóbr oraz są zadowoleni z przywileju wolnego handlu alkoholem oraz solą. Przyczynę zamieszek upatrywał w nadużyciach miejscowych dowódców, które łatwo można wyeliminować. Kozak Jemielian Pugaczow, podając się za cudownie ocalonego cara Piotra III uratowanego przed zabójcami, wszczął w 1773 antyfeudalne powstanie, do którego dołączyli: kozacy ze stepów nad rzeką Jaik, biedota miejska i chłopi obciążeni nadmiernymi podatkami, a także Baszkirzy. Chłopi walczyli głównie o zniesienie pańszczyzny, co mieli obiecane przez Pugaczowa. Największe walki toczyły się o strategicznie ważną twierdzę – Orenburg, której buntownicy nie byli w stanie zająć z powodu braku odpowiedniego ekwipunku. Wiosną 1774 roku na miejsce przybyły oddziały przysłane przez imperatorową, pokonując oblegającą miasto armię. Kolejne potyczki zakończyły się porażkami powstańców, którzy zostali zmuszeni wycofać się na Ural.
Z Uralu ruszyli na Powołże, zdobywając Kazań i Saratów. Powstanie ogarnęło całą południowo-zachodnią część cesarstwa.
Wraz z zakończeniem wojny z Turcją Katarzyna II mogła skierować większe siły przeciwko powstańcom. Doszło do bitwy pod Carycynem, którą powstańcy przegrali. Wpływy Jemieliana Pugaczowa zmniejszały się, aż w końcu został zdradzony i w sierpniu 1774 oddany w ręce marszałka Aleksandra Suworowa. Po przewiezieniu do Moskwy w klatce z żelaza został skazany na śmierć i stracony w 1775.

## Podłoże religijne
Wielu rosyjskich historyków uważa, że na powstanie mieli wpływ Staroobrzędowcy, chociażby dlatego, że Kozacy uralscy, stanowiący dużą część powstańców, należeli w większości do tego wyznania. Co więcej, sam Pugaczow utrzymywał kontakty z czołowymi duchownymi staroobrzędowymi.